# Egobarros
Los egobarros son una tribu galaica dentro de la división romana de los Lucenses. Su zona de asentamiento era en la ribera del río Eo en la provincia de Lugo y Asturias
- Datos: Q5475909